# 新奥斯科尔区
新奥斯科尔区（俄语：Новооскольский район）是俄罗斯联邦别尔哥罗德州下辖的一个区，其行政中心为新奥斯科尔。据2016年统计，该区的人口为42001人。